# كارين أندرو
كارين أندرو (بالإنجليزية: Karen Andrew)‏ هي لاعبة اتحاد الرغبي بريطانية، ولدت في 14 أبريل 1976.

## وصلات خارجية
- كارين أندرو على موقع قاعدة بيانات برودواي على الإنترنت (الإنجليزية)